# Alexander Nilsson (fotbollsspelare född 1997)
Alexander Nilsson, född 22 augusti 1997 i Hässleholm, är en svensk fotbollsmålvakt som spelar för norska Ham-Kam. Han har tidigare spelat för IFK Hässleholm, Helsingborgs IF och Jönköpings Södra.

## Klubbkarriär

### Tidig karriär
Nilsson började som treåring spela fotboll i IFK Hässleholm, men han var inte målvakt från första början. Det blev han inte förrän i 12-årsåldern, innan dess hade han mest spelat i anfallet. 2014 gjorde han sin debut för IFK Hässleholms A-lag. De befann sig då i Division 3 Sydöstra Götaland, men nästa år var det Division 2 Södra Götaland som gällde. Nilsson spelade 22 matcher under säsongen 2015.

### Helsingborgs IF
2017 var Nilsson och provtränade med Helsingborgs IF (HIF) som då befann sig i Superettan och fick stort beröm av målvakterna i HIF. Nilsson anslöt två år senare, den 29 juli 2019, då han skrev på ett låneavtal över resten av säsongen med en köpoption. Samma dag satt han med på bänken i Allsvenskan, hemma mot Örebro SK. Debuten för Helsingborgs IF kom i en bortamatch mot Oskarshamns AIK som slutade med förlust och att HIF blev utslagna ur Svenska cupen.
I december 2019 aktiverades köpoptionen och Nilsson skrev på ett kontrakt till 2022 med Helsingborgs IF. Säsongen 2020 konkurrerade han med Anders Lindegaard och Kalle Joelsson om målvaktsplatsen i klubben. Den 6 juli 2020 gjorde Nilsson allsvensk debut i en 2–2-match mot Djurgårdens IF.

### Jönköpings Södra
I juni 2022 lånades Nilsson ut till Superettan-klubben Jönköpings Södra på ett låneavtal över resten av året. Efter säsongen 2022 lämnade han Helsingborgs IF. Den 20 november 2022 skrev Nilsson på för två år i Jönköpings Södra.

### Ham-Kam
I april 2024 skrev Nilsson på ett ettårskontrakt med norska Ham-Kam. I december 2024 förlängde han sitt kontrakt med ett år.